# Luna Park (Tel Aviv)
Pour les articles homonymes, voir Luna Park.
Luna Park Tel Aviv  est un parc d'attractions d'Israël situé juste à côté du parc des expositions de Tel Aviv-Jaffa, depuis 1970. 
Luna Park a été conçu comme un parc d'attractions public urbain. À son ouverture, il était composé de grandes roues, d'autos tamponneuses et de carrousels de chevaux de bois. Au fil des années, le parc a reçu de nouvelles attractions, dont plusieurs parcours de montagnes russes. Lorsque le parc était sous la gestion de la ville de Tel-Aviv [Quand ?], l'entrée était libre et les visiteurs pouvaient acheter les tours de manèges indépendamment.